# Чубер
Чубер Воде (рум. Ciubăr Vodă) — угорський дворянин, господар Молдавії у жовтні 1448 — січні 1449 років. 

## Правління
Належав до родини Моносло хорватського походження. Чубер був командувачем військ Яноша Гуньяді, надісланих на підтримку узурпатора дуумвіра Петру II замість свого племінника Романа II. Петру вбив Романа і на короткий час стане правителем Молдавії. Чубер Воде правив Молдовою близько двох місяців, після несподіваної смерті Петру II менш ніж через рік після захоплення влади, від 10 жовтня до кінця грудня 1448 року або, можливо, до кінця січня 1449, оскільки в лютому 1449 року Александру II зійшов на престол Молдавії, княжіння вперше.
Після того як він відмовився від престолу на користь Александру, він покинув Молдову, після чого більше не згадується в історичних документах.
Чубер був першим правителем румунських князівств, який не мав румунського походження, оскільки був хорватом, і першим, хто був примусово посадженим правити Угорською короною в Молдові.

## В історіографії
Згадки про Чубера містяться в хроніках Letopisețul de la Putna, Letopisețul cel leșesc та Letopisețul cel moldovenescu. Румунський історик Ніколае Йорга вважав, що Чубер правив у 1450 році і не був угорським дворянином, а походив з роду господаря Олександра I Доброго, оскільки, на його думку, молдовські бояри не могли прийняти на престол особу, що не мала князівського походження. Також Йорга вважав, що Чубер — це не прізвисько, а ім'я, що пов'язане з ім'ям листоноші Чопе (Ciope), який жив у 1451 році і від імені якого могли походити форми Ciopel, Ciopor, Ciopâr, Ciubâr, які можуть означати Диявол (Dracula). Проте ця версія не була сприйнята румунською історіографією.